# Cittadella di Torino
La cittadella di Torino (sitadela 'd Turin in piemontese) fu una fortezza pentagonale sabauda ubicata lungo l'antica cinta muraria torinese, posta a sud-ovest rispetto al centro storico.
Eretta nel periodo 1564-1570 su disegni di Francesco Paciotto e guida dei lavori del generale Robilant, fu commissionata dal duca Emanuele Filiberto di Savoia, che intendeva ammodernare la difese urbane dopo lo spostamento della capitale del Ducato da Chambéry a Torino. Viene ricordata soprattutto come teatro della Guerra di successione spagnola, durante i giorni dell'assedio del 1706 da parte dell'esercito franco-spagnolo del re Luigi XIV.
Dell'antica fortificazione sopravvive solamente il Mastio, ossia l'edificio di ingresso a due piani, sede del Museo storico nazionale dell'artiglieria.

## Storia

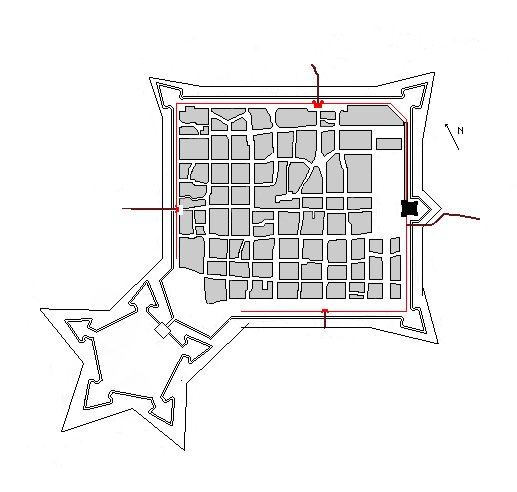
Pianta della città di Torino nel 1568 con la posizione della Cittadella.

Il sito scelto per la fortificazione fu quello fuori le mura sul lato sud occidentale dell'antica cinta muraria romana della città. Pochi decenni prima (1535), l'area era stata teatro delle esecuzioni dei protestanti valdesi delle valli: una lapide posta a destra dell'ingresso del Mastio le ricorda.
Il progetto iniziale della fortificazione fu realizzato dall'architetto vicentino Francesco Horologi, al servizio di Francia e Venezia e per questo resosi presto indisponibile alla sua realizzazione, regalando il progetto al Duca savoiardo. Fu dopo poco ripreso e modificato dall'architetto urbinate Francesco Paciotto, che si sarebbe più tardi reso celebre esportando (col progetto della cittadella di Anversa) nel nord Europa le tecniche fortificatorie italiane sistematizzate da architetti come Francesco di Giorgio Martini e la famiglia dei Sangallo.
 La posa della prima pietra avvenne nel 1564, ma i lavori – eseguiti da circa duemila uomini sotto la guida del generale Nicolis di Robilant, esperto in difese sotterranee – furono completati solo nel 1570. Oltre venti furono gli ettari di terreno destinati da principio alla costruzione, ma ben presto tale area aumentò fino a 40 ettari a causa dell'estendersi delle strutture difensive esterne.
Il Paciotto per edificarvi la fortezza abbatté un intero quartiere e la Chiesa dei Santi Martiri, che si trovavano in quella località. Una leggenda popolare afferma poi che le mura di difesa della cittadella nella loro costruzione fossero state riempite di rottami di monumenti, colonne, lapidi e statue romane ed altri preziosi tesori d'antichità.

## Struttura

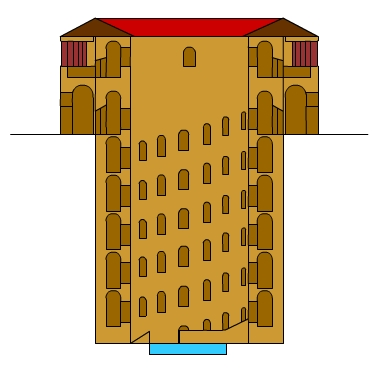
Il Cisternone della Cittadella

Situata sul lato a sud-ovest di Torino in sostituzione del bastione San Pietro, edificato dagli occupanti francesi intorno al 1536, la Cittadella era strutturata a pianta pentagonale con possenti bastioni ai vertici.
Circondata da un ampio fossato privo di acqua (perché il forte drenaggio del terreno non permetteva una irrigazione) era dotata di una serie di opere difensive in grado di impedire ad un eventuale assalitore l'avvicinamento ai limiti della città. Al centro era situato il Cisternone, un pozzo a doppia rampa elicoidale per permettere un rifornimento idrico in caso di assedio.
Un fitto labirinto di gallerie sotterranee si estendeva al di fuori della Cittadella in corrispondenza del Bastione del soccorso in direzione della campagna. Comprendeva delle gallerie chiamate capitali che si estendevano radialmente verso l'esterno ed erano a loro volta distinte in capitali alte e capitali basse, sovrapposte come erano le une alle altre; una galleria magistrale riuniva le capitali alte correndo esterna al fossato.
Un'altra serie di cunicoli era dato dalle gallerie secondarie che si diramavano dalle precedenti per coprire una vasta area. Infine, piccoli tratti di galleria ad altezza più contenuta venivano utilizzati per raggiungere i singoli fornelli (o galleria di contromina) predisposti per lo scoppio dell'esplosivo. .

## L'Assedio del 1706 e Pietro Micca

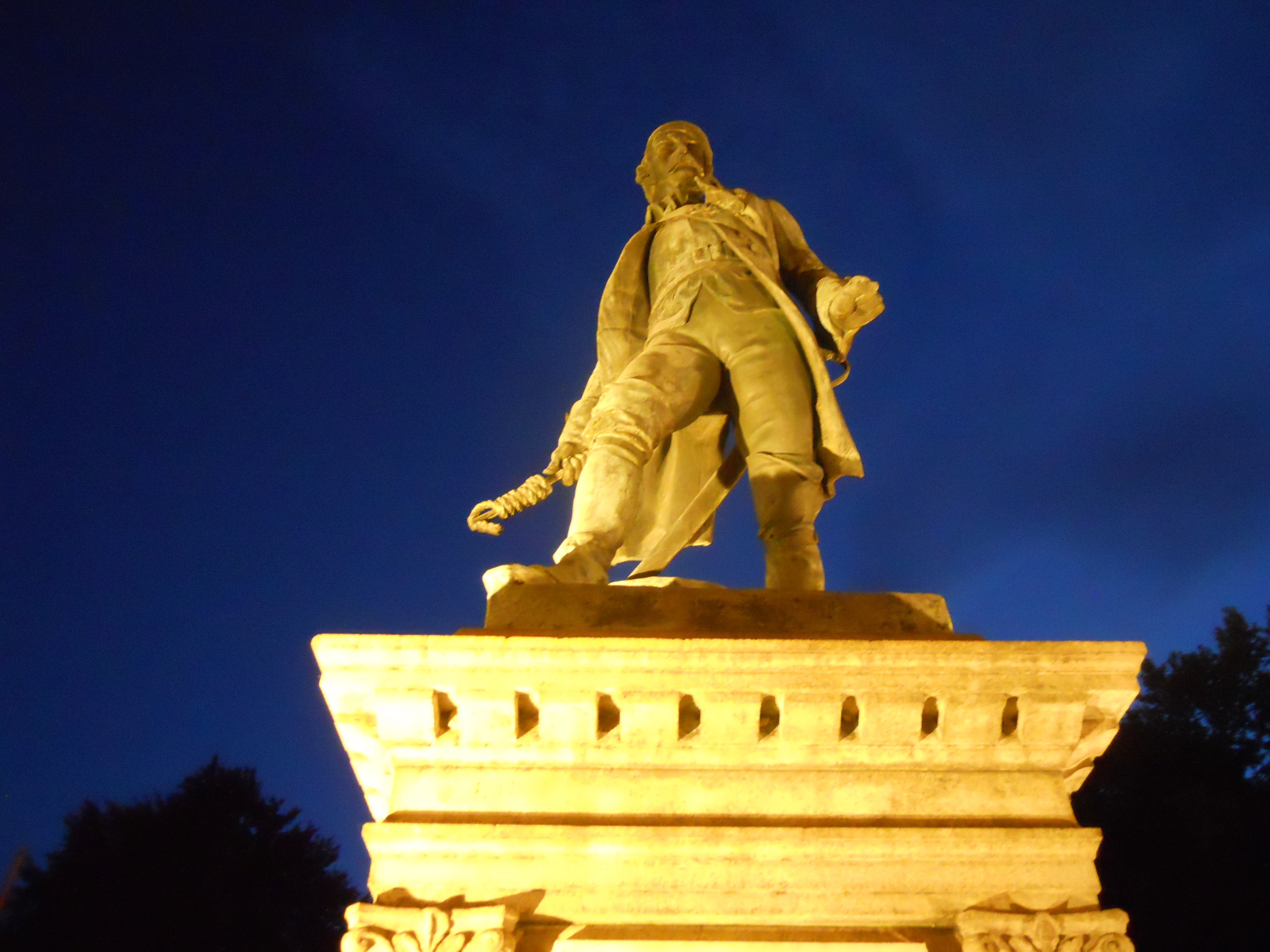
Statua Pietro Micca

In occasione della guerra di successione spagnola (1702-1714), l'esercito sabaudo reclutò operai e scavatori allo scopo di costruire nuovi passaggi sotterranei della fortificazione. Tra questi spiccò la figura di Pietro Micca, un soldato minatore del biellese. Durante l'assedio, nella notte tra il 29 e il 30 agosto 1706 forze nemiche entrarono in una delle gallerie, cercando di sfondare i passaggi sotterranei. Pietro Micca si fece quindi eroicamente esplodere con circa 20 chili di polvere da sparo, al fine di far crollare la galleria ed impedire quindi l'avanzamento nemico. Nel 1864, in ricordo dell'eroe, fu posta una statua in marmo davanti ai giardinetti del Mastio, verso Corso Galileo Ferraris angolo via Cernaia, opera dello scultore Giuseppe Cassano.

## XIX secolo
Nella primavera del 1799 il Mastio ospitò per breve tempo papa Pio VI, in viaggio verso la Francia dove era stato condannato all'esilio dalla violenza anticlericale post-rivoluzionaria.
Durante l'occupazione napoleonica di Torino nel 1800-1814 molte mura e bastioni della città furono demoliti, ma il mastio fu risparmiato, riconoscendo la qualità dell'edificio.
Il 12 marzo 1821 la Cittadella venne assalita da un gruppo di ufficiali carbonari che insorsero per scacciare gli austriaci dall'Italia. Quella notte Vittorio Emanuele I abdicò in favore di Carlo Felice che, aiutato dalle truppe austriache, disperse i rivoltosi.
L'evoluzione delle tecniche d'assedio nel corso dell'Ottocento portò all'obsolescenza della Cittadella, degradata a semplice caserma dei carabinieri, per di più fatiscente. Caduta la sua funzione difensiva, nel 1856 si decise la completa demolizione della fortezza ad esclusione, appunto, del solo mastio presente, che servì come prigione dello Stato sabaudo: nel 1748 vi morì il famoso storico napoletano Pietro Giannone, perseguitato dalla Chiesa e fatto perciò arrestare per volere di Carlo Emanuele III. 
Attualmente esso è adibito a Museo Storico Nazionale dell'Artiglieria, da alcuni anni sottoposto a lavori di restauro conservativo.
Pressoché intatte sono rimaste anche quasi tutte le gallerie sotterranee, tuttora visitabili e facenti parte del retrostante Museo Civico Pietro Micca e dell'Assedio di Torino del 1706. Entro la zona un tempo occupata dalla Cittadella sorge la chiesa di Santa Barbara, che custodisce la tomba del conte Pietro de la Roche d'Allery (comandante della cittadella al tempo dell'assedio del 1706).

## Epoca recente

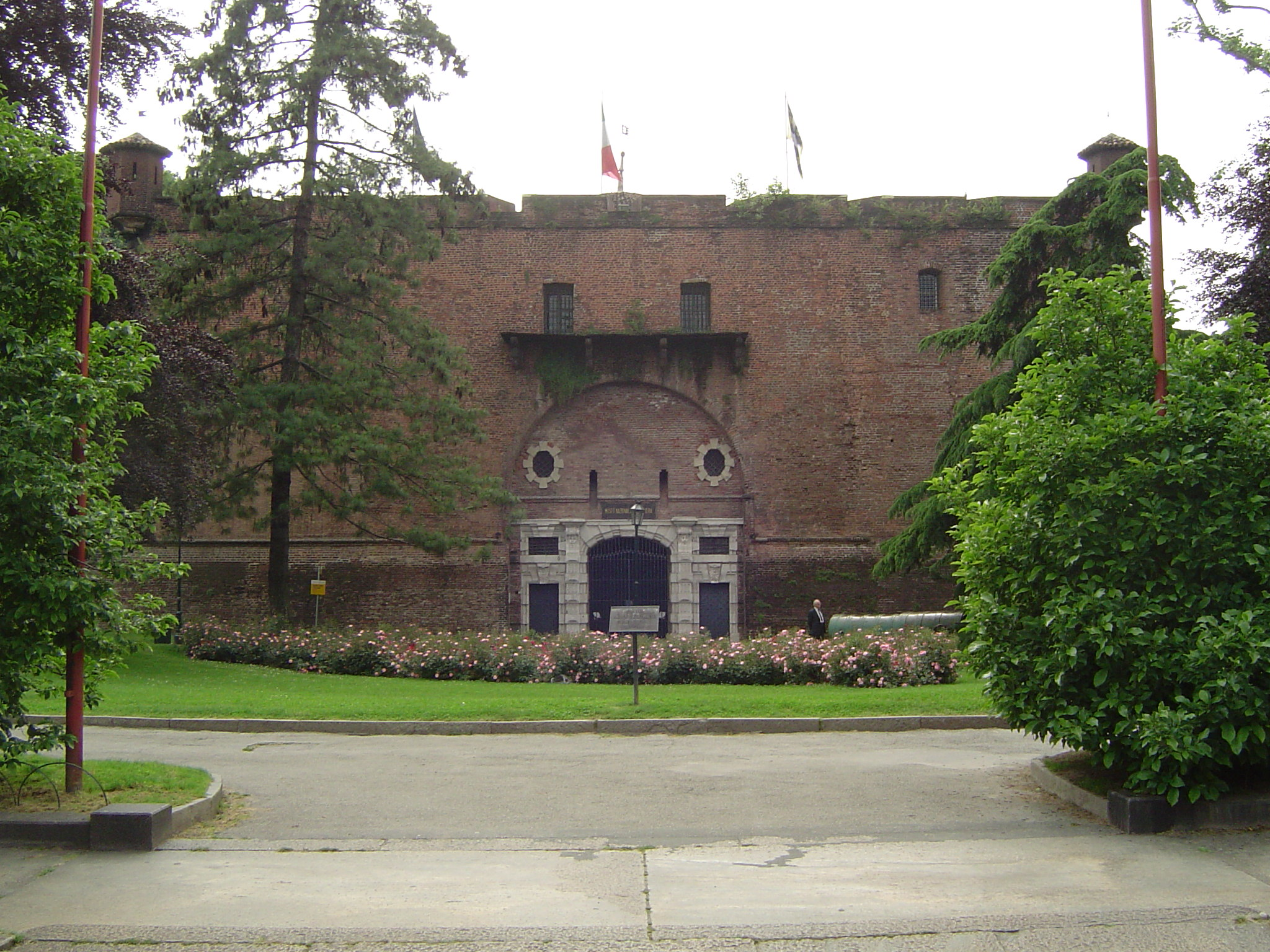
Mastio della Cittadella, nel 2007

Nel 1961, nell'area verde prospiciente Corso Galileo Ferraris, fu esposto all'aperto un grande cannone in bronzo del XV secolo, detto Bocca da fuoco turca, poi ritirato all'interno del Museo storico nazionale dell'artiglieria nel 2008. I giardinetti e il cannone all'aperto compaiono anche in alcune scene del film I giorni dell'abbandono, di Roberto Faenza del 2005, trasposizione cinematografica dell'omonimo romanzo di Elena Ferrante del 2002.
Durante i lavori per la metropolitana, nel 2001 le gallerie furono riempite con dei sacchi di sabbia, poi rimossi al termine degli scavi, al fine di proteggerle dalle vibrazioni causate dal passaggio sotterraneo della talpa meccanica..
Nel 2007, fu sistemata l'area verde retrostante con l'aggiunta dei giochi per bambini.
Nel 2015 iniziò il progetto dei lavori per un parcheggio sotterraneo sotto Corso Galileo Ferraris, poi momentaneamente sospeso a causa del ritrovamento di antichi reperti. Fu quindi costituito un Comitato per la conservazione del sito come polo museale permanente.